# Marcelo Ramírez
Marcelo Antonio Ramírez (Santiago de Chile, 29 mei 1965) is een voormalig profvoetballer uit Chili, die speelde als doelman. Zijn bijnaam luidde Rambo. Hij werd in 1998 uitgeroepen tot Chileens voetballer van het jaar.

## Clubcarrière
Ramírez speelde clubvoetbal in Chili, en kwam vrijwel zijn gehele carrière uit voor de topclub Colo-Colo. Met die club won hij zeven landstitels. Hij beëindigde zijn loopbaan in 2001.

## Interlandcarrière
Ramírez speelde 37 officiële interlands voor Chili in de periode 1993-2001. Hij maakte zijn debuut in de vriendschappelijke thuiswedstrijd tegen Bolivia (2-1) op 31 maart 1993 in Arica, net als aanvaller Juan Castillo.
Met Chili nam Ramírez deel aan drie edities van de Copa América (1993, 1995 en 1999), en aan het WK voetbal 1998 in Frankrijk. Bij dat laatste toernooi kwam hij geen enkele keer in actie, omdat toenmalig bondscoach Nelson Acosta de voorkeur gaf aan Nelson Tapia.
Ramírez speelde zijn 37ste en laatste interland op 21 maart 2001 in San Pedro Sula tegen Honduras. Chili verloor dat vriendschappelijke duel met 3-1 en Ramírez kreeg in de 35ste minuut een rode kaart, nadat hij de scheidsrechter onheus had bejegend.

## Erelijst
Colo-Colo
- Primera División de Chile

1986, 1989, 1991, 1993, 1996, 1997 [C], 1998
- Copa Libertadores

1991
- Copa Interamericana

1991
- Recopa Sudamericana

1992
- Chileens voetballer van het jaar

1998